# درس‌های فلسفه تاریخ
عقل در تاریخ نام کتابی از هگل است. این کتاب شامل دو پیش‌نویس است. پیش‌نویس اول آن کوتاه‌تر از دومی است. پیش‌نویس دوم به سه قسمت فلسفه تاریخ، تحقق روح در تاریخ و سیر تاریخ جهانی تقسیم می‌شود. پیوست این کتاب شامل وضع جغرافیای جهانی تعاریف کلی جهان نو و جهان کهن و بخش‌بندی تاریخ جهانی است. این کتاب بر مبنای روش جدلی (دیالکتیک) هگل و یگانگی بنیاد فکری او است.

## بحث هگل در این کتاب

### انواع تاریخ‌نویسان
هگل نویسندگان تاریخ‌های دست اول را کسانی می‌داند که رویدادها و اوضاع هم زمان خود را به شکل اثری تصویری برای قوه تصور خواننده درمی‌آورند. از نظر او محتوای این تاریخ‌ها نمی‌تواند جامع باشد. در این نوع تاریخ‌نویسی روح نویسنده و روح کارهایی که او روایت می‌کند یگانه و یکسان است. از این رو او به اندیشیدن دربارهٔ خودش نیازی ندارد زیرا خود در روح رویدادها زیست می‌کند و از رویدادها برتر نمی‌رود. هگل دومین شیوه تاریخ‌نویسی را تاریخ اندیشیده می‌نامد. این نوع تاریخ تاریخی است که نویسنده از واقعیتی که در آن زیست می‌کند فراتر می‌رود و نه آنچه در زمان موجود بوده‌است بلکه آنچه در روح موجود و حاضر است را وصف می‌کند و به این جهت موضوع آن گذشته به نحو کامل است. او تاریخ اندیشیده را به سه نوع تاریخ انتزاعی، تاریخ کرداری و تاریخ انتقادی تقسیم کرده‌است. هگل نوع دیگری از تاریخ را تاریخ فلسفی می‌نامد که دیدگاه تاریخ‌نویس در آن عمومی است اما روی زمینه‌ای خاص از زندگی قومی تکیه نمی‌کند.

### غایت تاریخ
غایت پژوهش فلسفی در طرد تصادف و امکان است زیرا این دو ضرورتی اولیه نیستند و بنابراین در تاریخ غایت کلی و مقصودی مورد نظر است. هگل این نوع غایت را با استفاده از عقل ممکن می‌داند. روش انتزاعی پیشرفت و تکامل روحی قومی همان جریان کاملاً تجربی و محسوسی است که نتیجه کوشش ابتدایی روح است ولی جریان انضمامی تر که کوشش معنوی آن است مهم‌تر است.

### آزادی و تاریخ
تاریخ جهانی نمودار تکامل آگاهی روح از آزادی خود و تحقق بعدی این آزادی است. این تکامل بنا بر ذات خود جریانی تدریجی است و عبارت است از یک رشته موارد تعیین شده و پی در پی آزادی که از صورت معقول یا مفهوم خود آن یعنی ماهیت آزادی در جریان تکاملش به سوی خودآگاهی ناشی می‌شوند.

### نقش فلسفه در عینیت زندگی
هگل فلسفه را هرجا زندگی سیاسی است لازم به ظهور می‌داند زیرا آنچه به هر محتوایی خصلت فرهنگی می‌دهد مربوط به اندیشه است. او فلسفه را فراهم‌شده از ترقی کلی فرهنگ می‌داند. از نظر هگل هر کار فقط تا جایی عینی است که موضوع شناسایی انسان واقع شود و کار بدون اندیشه عینیت ندارد.

### برداشت از تاریخ
بخش پایانی کتاب عقل در تاریخ دربارهٔ شناخت نادرست بشری از تاریخ است. هگل در این بخش از کتاب این نکته را مطرح کرده که در شناخت ما از تاریخ جهانی، تاریخ فقط به منزله امری مربوط به گذشته پنداشته می‌شود ولی تاریخ علاوه بر گذشته با حال نیز سروکار دارد. چون آنچه حقیقی است همیشه در خود و برای خود وجود دارد، نه از آن دیروز است، نه از آن فردا، بلکه امری حاضر است و فلسفه با آنچه موجود و حاضر و واقعی است سروکار دارد.